# خط کشتیرانی تنگه کرچ

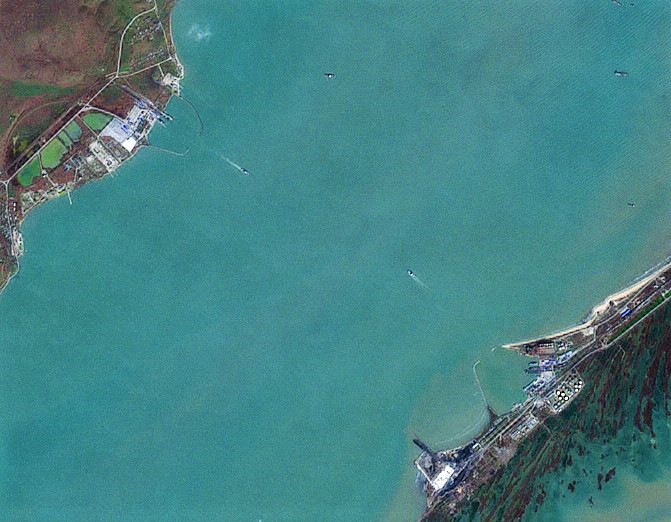
تصویر ماهواره‌ای مارس ۲۰۱۸ توسط سنتینل-۲: بندر کریمه (بندر کریمه) در گوشه بالا سمت چپ، بندر قفقاز (بندر قفقاز) در گوشه پایین سمت راست؛ دو کشتی در حال عبور از تنگه کرچ هستند.

خط کشتی تنگه کرچ (روسی: Керченская паромная переправа (also, переправа «Крым — Кавказ») , اوکراینی: Керченська поромна переправа) یک مسیر کشتیرانی از طریق تنگه کرچ بود که شبه جزیره کریمه و سرزمین کراسنودار را به هم متصل می‌کرد.
این کشتی از باریک‌ترین قسمت تنگه (حدود ۵ کیلومتر (۳ مایل)بین بندر کریمه (کریمه) در نزدیکی شهر کرچ و بندر قفقاز (بندر قفقاز) در دماغه چوشکا، در محل پل راه‌آهن سابق کرچ. این کشتی مسافر، خودرو و حمل و نقل ریلی را حمل می‌کرد. این کشتی در جاده ئی۹۷ اروپا قرار داشت و بخش‌های خود، بزرگراه‌های آ۲۹۰ (که قبلاً ام۲۵ نام داشت) و ام-۱۷ را به هم متصل می‌کرد.
پس از الحاق کریمه به روسیه در سال ۲۰۱۴، ترافیک کشتی‌ها به اوج خود رسید، اما با افتتاح پل کریمه بر روی تنگه در سال‌های ۲۰۱۸–۲۰۲۰، ترافیک از جریان ترافیک کشتی‌ها پیشی گرفت و استفاده از آن برای حمل و نقل را از نظر مالی غیرممکن کرد (هیچ عوارضی برای استفاده از پل وجود ندارد) و خط کشتی‌رانی در اواخر سال ۲۰۲۰ فعالیت خود را متوقف کرد.

## تاریخچه
این خط کشتیرانی در سال ۱۹۵۴، در محل پل راه‌آهن سابق کرچ تأسیس شد. از سال ۱۹۹۳ تا ۲۰۰۴ حمل و نقل ریلی به دلیل جایگزینی قطار-کشتی‌های قدیمی به حالت تعلیق درآمد.
از زمان فروپاشی اتحاد جماهیر شوروی، این مسیر توسط روسیه و اوکراین از طریق سرمایه‌گذاری مشترک «کریمه-کوبان کراسینگ» اداره می‌شد. در سال ۱۹۹۸، این شرکت به یک شرکت دولتی اوکراینی به نام «خط کشتیرانی تنگه کرچ» تبدیل شد. در ۱۷ مارس ۲۰۱۴، در جریان الحاق کریمه به فدراسیون روسیه، این شرکت توسط جمهوری کریمه ملی شد و از آن زمان تاکنون فقط توسط روسیه اداره می‌شود.
استفاده از کشتی پس از الحاق به شدت افزایش یافت و در ژوئن ۲۰۱۵، اپراتور کشتی تعداد مسافران روزانه ۱۱۰۰۰ نفر را به‌طور عادی در نظر گرفت، که نشان‌دهنده رشد چشمگیر تقاضا، به‌ویژه در فصل‌های گردشگری و دوره‌های انتقال کالاهای تجاری بود.
افتتاح بخش جاده‌ای پل جدید کریمه در سال ۲۰۱۸، که از تنگه حدود ۱۰ کیلومتر به سمت جنوب عبور می‌کرد، تقاضا برای این کشتی را به شدت کاهش داد. در نوامبر ۲۰۱۹ اعلام شد که کشتی‌های مسافربری و باری فعالیت خود را متوقف کرده‌اند، زیرا این سرویس هنوز به نقطه سربه‌سر نرسیده بود. در حالی که کشتی‌های گاه‌به‌گاه هنوز برای حمل‌ونقل ریلی بار استفاده می‌شدند، افتتاح پل ریلی در سراسر تنگه از آخرین ترافیک باقی‌مانده پیشی گرفت و در پایان سپتامبر ۲۰۲۰، اپراتور کشتی آن‌راس‌ترنس فعالیت خط کشتی ریلی را متوقف کرد و آخرین سفر دریایی در ۲۸ سپتامبر ۲۰۲۰ انجام شد. آن‌راس‌ترنس همچنین کشتی مسافربری نیکولای آکسننکو را تا آن زمان در حالت آماده‌باش نگه داشته بود.
در ۸ اکتبر ۲۰۲۲، پس از انفجار پل کریمه، روسیه با استفاده از کشتی کرچ-۲، فعالیت خط کشتیرانی را از سر گرفت. 

## نگارخانه

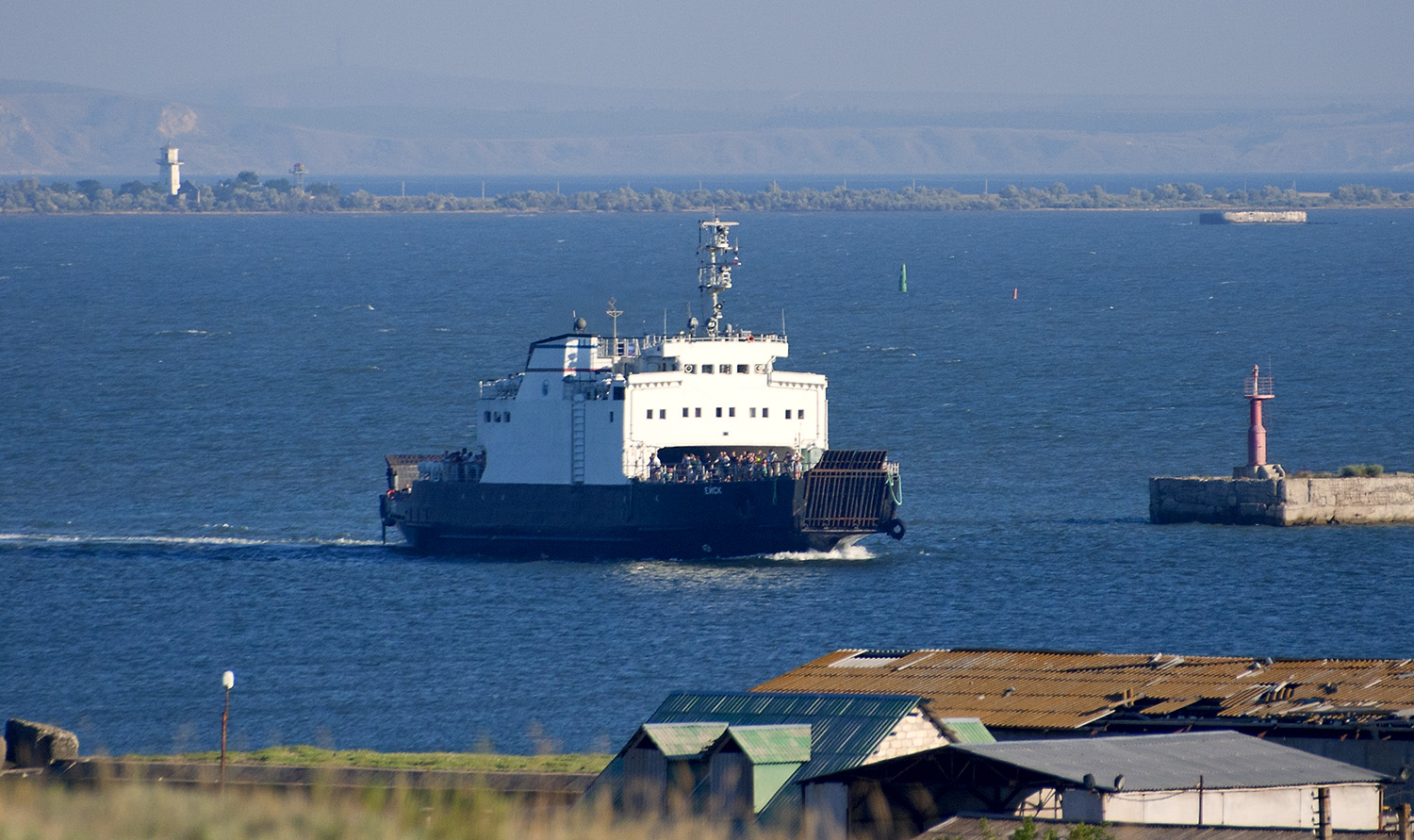
کشتی جاده ییسک
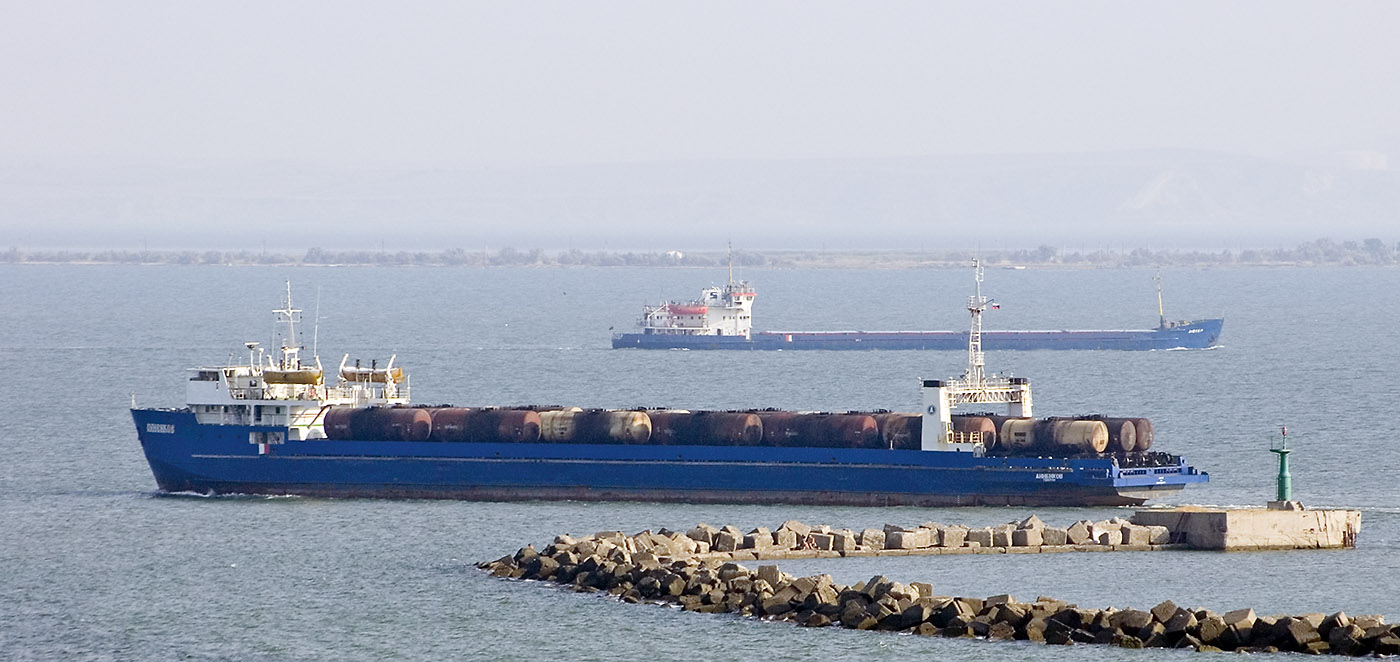
کشتی ریلی آننکوف (اواخر سال ۲۰۲۰ برای قراضه فروخته شد)